# Bistum Palmerston North
Das Bistum Palmerston North (lateinisch Dioecesis Palmerstonaquiloniana, englisch Diocese of Palmerston North) ist eine in Neuseeland gelegene Diözese der römisch-katholischen Kirche mit Sitz in Palmerston North.

## Geschichte
Papst Johannes Paul II. gründete es am 6. März 1980 mit der Bulle Properamus et gestimus aus Gebietsabtretungen des Erzbistums Wellington, dem es auch als Suffraganbistum unterstellt wurde.

## Bischöfe von Palmerston North
- Peter James Cullinane, 1980–2012
- Charles Edward Drennan, 2012–2019
- John Lewis Adams seit 2023

## Statistik
| Jahr | Bevölkerung | Bevölkerung | Bevölkerung | Priester   | Priester          | Priester        | Priester               | Ordensleute | Ordensleute | Pfarreien |
| Jahr | Katholiken  | Einwohner   | %           | Gesamtzahl | Diözesan-priester | Ordens-priester | Katholiken je Priester | männlich    | weiblich    | Pfarreien |
| ---- | ----------- | ----------- | ----------- | ---------- | ----------------- | --------------- | ---------------------- | ----------- | ----------- | --------- |
| 1990 | 71.106      | 427.845     | 16,6        | 115        | 50                | 65              | 618                    | 112         | 163         | 36        |
| 2000 | 62.310      | 447.837     | 13,9        | 71         | 43                | 28              | 877                    | 52          | 89          | 33        |
| 2004 | 62.844      | 444.837     | 14,1        | 56         | 43                | 13              | 1.122                  | 36          | 61          | 33        |
| 2013 | 57.996      | 487.000     | 11,9        | 53         | 34                | 19              | 1.094                  | 37          | 71          | 32        |
| 2021 | 67.645      | 499.220     | 13,6        | 50         | 28                | 22              | 1.352                  | 43          | 52          | 22        |